# Agua (álbum de Funky)
Agua es el undécimo álbum de estudio del cantante puertorriqueño Funky.
El álbum se caracteriza por el estilo urbano de Funky, donde hay una combinación de ritmos como el reguetón, trap y pop. Asimismo, el 29 de noviembre de 2019, el álbum fue presentado posteriormente a su sencillo «Agua». De este álbum, se desprenden algunos sencillos como: «Entiérrenlo», «Agua», «Confía» y «Hasta que llegué yo», entre otros.
En este álbum, están incluidas las participaciones de Almighty, Musiko, Manny Montes, Ander Bock y Niko Eme.

## Lista de canciones
| N.º | Título                                                  | Escritor(es)                                                | Productor(es)     | Duración |  |
| 1.  | «Agua»                                                  | Gabriel Cruz, Luis Marrero                                  | Funky, Onell Díaz | 3:41     |  |
| 2.  | «Confía» (con Musiko)                                   | David Rivera, Luis Marrero                                  | Funky, Ito Martis | 3:35     |  |
| 3.  | «Disfrazao'»                                            | Luis Marrero, Gabriel Cruz                                  | Funky             | 3:25     |  |
| 4.  | «Tiemblan»                                              | Luis Marrero, Onell Díaz, Gabriel Cruz                      | Funky             | 3:46     |  |
| 5.  | «Contra viento y marea»                                 | David Rivera, Ito Martis, Luis Marrero                      | Funky, Ito Martis | 3:29     |  |
| 6.  | «Hello»                                                 | Luis Marrero, Gabriel Cruz                                  | Funky, Onell Díaz | 3:35     |  |
| 7.  | «Hasta que llegué yo» (con Almighty)                    | Alejandro Mosqueda, Luis Marrero, Gabriel Cruz              | Gaby Metálico     | 4:05     |  |
| 8.  | «Hipo»                                                  | Alexis Velez, Ito Martis, Luis Marrero                      | Funky, Ito Martis | 3:10     |  |
| 9.  | «Entiérrenlo» (con Manny Montes, Ander Bock y Niko Eme) | Ander Bock, Emmanuel Rodríguez, Argenis Calvo, Luis Marrero | Niko Eme, Funky   | 4:16     |  |
| 10. | «Soy tu Dios»                                           | Gabriel Cruz, Luis Marrero                                  | Funky             | 3:54     |  |

## Remixes
| N.º | Título                              | Escritor(es)                    | Productor(es)   | Duración |  |
| 1.  | «Tiemblan (Remix)» (con Mr. Yeison) | Luis Marrero, Yeison Celestinos | Jt The Producer | 3:45     |  |